# Lodéinoye Pole
Lodéinoye Póle (en ruso: Лоде́йное По́ле) es una ciudad del óblast de Leningrado, en Rusia. Está localizada en la orilla izquierda del río Svir (cuenca del lago Ládoga), 244 km al noreste de San Petersburgo. Cuenta con una población de 21 141 habitantes (2010).
Lodéynoie Póle, cuyo nombre se traduce como "El campo de los barcos", fue fundado en 1702 en el lugar de la antigua villa Mokrishvitsa, donde Pedro el Grande había establecido el Astillero Olónetskaya (hoy en el raión de Olónets). En 1703, el primer barco de la flota báltica fue construido aquí, una fragata de 28 cañones llamada Shtandart (Штандарт). En 1704, se construyeron seis fragatas más, cuatro shniavas, cuatro galeras, y veinticuatro semi-galeras que formarían el primer escuadrón ruso en el mar Báltico. Cerca de cuatrocientos veleros y botes de remo fueron construidos a lo largo de la existencia del astillero. En 1785, Lodéinoye Póle recibió el título de ciudad.
En el periodo estalinista, se fundó en la ciudad el Svirlag, un campo de concentración soviético (en los terrenos del monasterio Aleksandro-Svirski), donde miles de víctimas (incluyendo una gran población de clérigos ortodoxos) perdieron sus vidas.
Durante la Guerra Fría en la ciudad estuvo la Base Aérea de Lodéinoie Pole, sede de un regimiento de aviones de intercepción.

## Lugares de interés
- Monumento a Pedro el Grande.
- Parque memorial Svírskaya Pobeda.
- Museo de Historia.
- Monasterio Aleksandro-Svirski,[1] a 21 km de la ciudad.

## Evolución demográfica
| Censo | 1825  | 1833 | 1840 | 1847 | 1856  | 1863  | 1867  | 1870  | 1885  | 1897  | 1910  | 1917  | 1920  | 1923  | 1926  | 1937   | 1939   | 1945  | 1949   | 1959   | 1970   | 1979   | 1989   | 2002   | 2010   |
| ----- | ----- | ---- | ---- | ---- | ----- | ----- | ----- | ----- | ----- | ----- | ----- | ----- | ----- | ----- | ----- | ------ | ------ | ----- | ------ | ------ | ------ | ------ | ------ | ------ | ------ |
| Pob.  | 1.306 | 580  | 581  | 952  | 1.127 | 1.124 | 1.237 | 1.133 | 1.202 | 1.432 | 1.546 | 1.988 | 4.626 | 5.241 | 7.274 | 14.810 | 16.715 | 4.734 | 10.461 | 17.485 | 19.632 | 23.214 | 26.718 | 22.830 | 21.741 |